# Катастрофа Boeing 737 под Хуалянем
Катастрофа Boeing 737 под Хуалянем — крупная авиационная катастрофа, произошедшая 26 октября 1989 года. Авиалайнер Boeing 737-209 авиакомпании China Airlines выполнял внутренний рейс CI 204 по маршруту Хуалянь—Тайбэй, но через 10 минут после взлёта врезался в гору хребта Чиашань. Погибли все находившиеся на его борту 54 человека — 47 пассажиров и 7 членов экипажа.

## Самолёт
Boeing 737-209 (регистрационный номер B-180, заводской 23795, серийный 1319) был выпущен в 1986 году (первый полёт совершил 3 декабря). 19 декабря того же года был передан авиакомпании China Airlines. Оснащён двумя турбореактивными двигателями Pratt & Whitney JT8D-9A.

## Катастрофа
Рейс CI 204 вылетел из Хуаляня в 18:45 CST, на его борту находились 7 членов экипажа и 47 пассажиров. Через 10 минут после взлёта (в 18:55), достигнув высоты 2100 метров, лайнер врезался в гору, которая была частью горного хребта Чиашань и была расположена в 5,5 километрах к северу от аэропорта Хуалянь. Все 54 человека на его борту погибли.

## Расследование
Основной причиной катастрофы стали многочисленные ошибки экипажа. Экипаж состоял из опытного командира Ву Вэйтяня (англ. Wu Wei-tien, кит. 吴维天), проработавшего в авиакомпании China Airlines 15 лет и налетавшего свыше 6500 часов, и малоопытного второго пилота. 
Самолёт вылетел с неправильной взлётной полосы, что не было замечено авиадиспетчерами аэропорта Хуалянь. Затем пилоты начали выполнять процедуру набора высоты, предназначенную для взлёта с ВПП, с которой рейс 204 должен был взлететь по плану полёта, и в итоге самолёт повернул влево в сторону хребта Чиашань, а не вправо в сторону Тихого океана.